# Technische Universität Kaiserslautern
Die Technische Universität Kaiserslautern (auch: TU Kaiserslautern, TUK, älter auch: TU KL) wurde 1970 gegründet. Sie war die einzige technisch-naturwissenschaftlich ausgerichtete Universität in Rheinland-Pfalz. Zum 1. Januar 2023 wurde die Universität mit dem Campus Landau der Universität Koblenz-Landau in die Rheinland-Pfälzische Technische Universität Kaiserslautern-Landau zusammengelegt.
Als Campus-Universität mit rund 14.500 Studenten bot sie in zwölf Fachbereichen ein breit gefächertes Studienangebot an. Die meisten Studiengänge besaßen einen interdisziplinären Ansatz, verbanden somit verschiedene Fachgebiete.
Studenten und (Nachwuchs-)Wissenschaftler konnten gegebenenfalls von den in Kaiserslautern ansässigen Forschungseinrichtungen profitieren, darunter zwei Fraunhofer-Institute (IESE, ITWM), das Max-Planck-Institut für Softwaresysteme, das Deutsche Forschungszentrum für Künstliche Intelligenz (DFKI), das Institut für Verbundwerkstoffe (IVW), das Institut für Technologie und Arbeit (ITA), das Institut für Biotechnologie und Wirkstoffforschung (IBWF) sowie das Institut für Oberflächen und Schichtanalytik (IFOS), die allesamt im Bereich der angewandten Forschung eng mit der TUK kooperierten.
Im Bau befand sich das Laboratory for Advanced Spin Engineering (LASE).
In Planung befand sich das Laboratory for Ultra-Precision and Micro Engineering (LPME).
Der Wissenschaftsstandort Kaiserslautern ist Teil des Spitzenclusters Software-Cluster.

## Geschichte

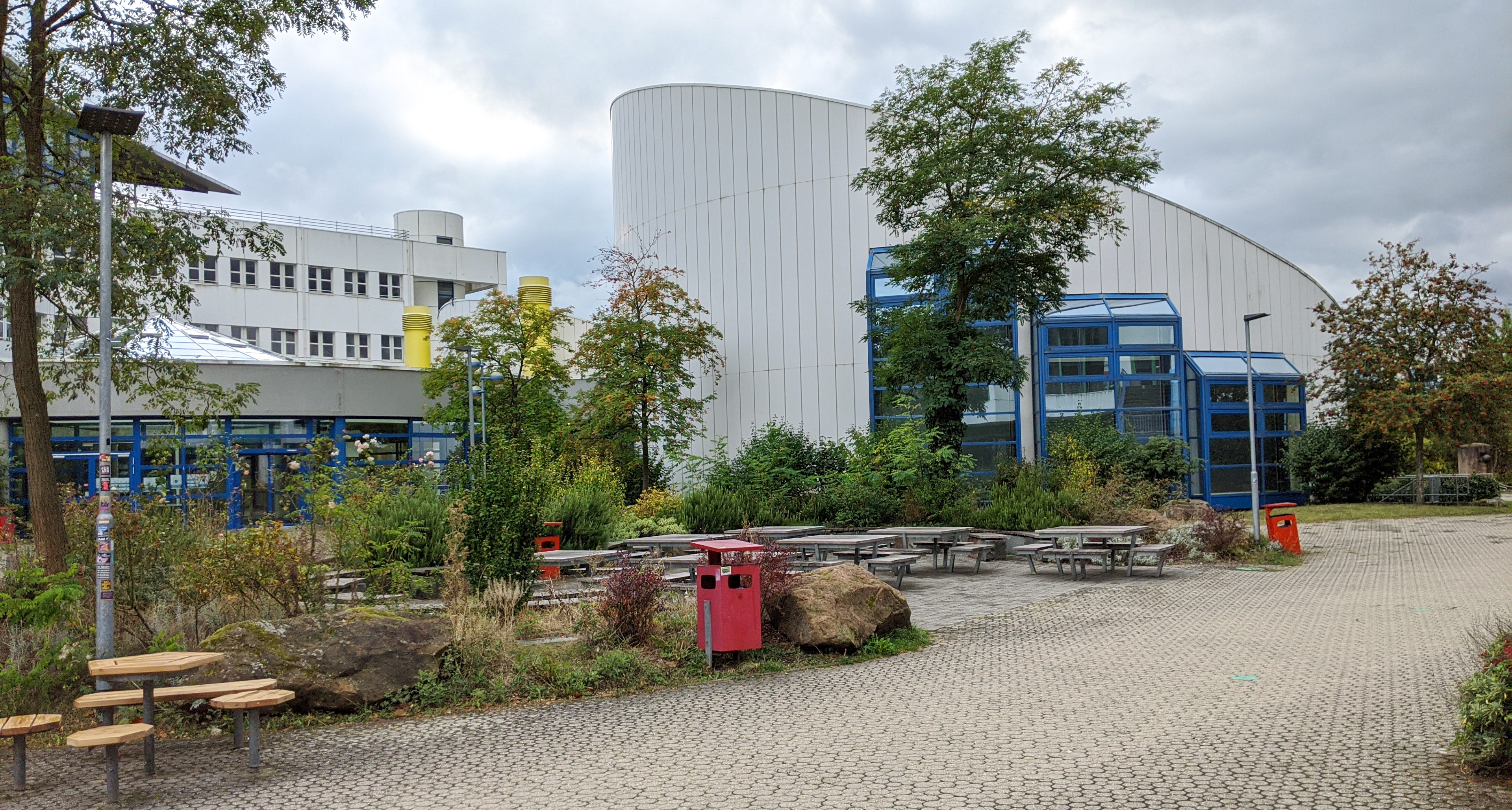
Campus der TU Kaiserslautern (im Hintergrund das Audimax)

Die Universität wurde 1969 als Teil der Doppeluniversität Trier-Kaiserslautern gegründet. 1970 wurde der Lehrbetrieb mit 191 Studenten aufgenommen. Erster Präsident wurde der Experimentalphysiker Helmut Ehrhardt, der bis 1981 im Amt blieb. Angesiedelt wurde die Universität in den Räumen der ehemaligen pädagogischen Hochschule, aber schon 1971 wurde oberhalb der Stadt am Rande des Pfälzerwaldes mit dem Bau eines neuen Universitäts-Campus begonnen, der bis heute immer weiter gewachsen ist. 1975 wurde aufgrund des rasanten Wachstums die Doppeluniversität getrennt, wodurch die Universität Kaiserslautern eigenständig und die einzige Hochschule in Rheinland-Pfalz mit ingenieurwissenschaftlich-technischer Ausrichtung wurde.

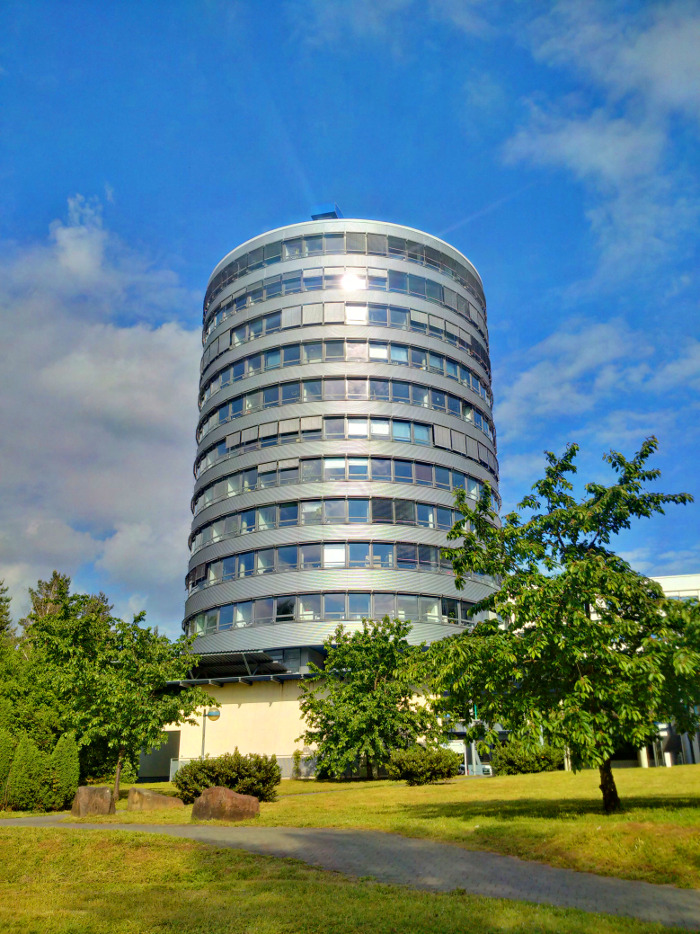
Verwaltungsgebäude der TU Kaiserslautern

Mit der Änderung des rheinland-pfälzischen Hochschulrahmengesetzes zum 1. September 2003 wurde der technisch-ingenieurwissenschaftlichen Orientierung der Universität Rechnung getragen und die Universität Kaiserslautern in Technische Universität Kaiserslautern umbenannt.
1992 wurde an der Uni das Zentrum für Fernstudien und Universitäre Weiterbildung gegründet. Die Einrichtung hat sich zu einem der führenden Anbieter postgradualer Fernstudiengänge in Deutschland entwickelt. Die angebotenen Fernstudiengänge wenden sich an Hochschulabsolventen und sind berufsbegleitend angelegt.
Im Sommersemester 2014 verzeichnet das Fernstudienzentrum rund 3200 Fernstudenten aus ganz Deutschland, dem benachbarten Ausland und Übersee. Insgesamt sind 14.869 Studenten an der TU eingeschrieben (Stand: Wintersemester 2018/19).

## Präsidenten
- 1972–1981: Helmut Ehrhardt (1927–2011)
- 1981–1987: Dieter Maaß (* 1930)
- 1987–1997: Klaus Landfried (1941–2014)
- 1998–2002: Günter Warnecke (1937–2024)
- 2002–2020: Helmut J. Schmidt (* 1953)
- 2020–2022: Arnd Poetzsch-Heffter (* 1958)

## Profil

### Ranking, Auszeichnungen
Der Fachbereich Mathematik erzielte in verschiedenen Rankings sehr gute Platzierungen. In der CHE-Sonderauswertung „Vielfältige Exzellenz 2012“ gehört der Fachbereich Mathematik in allen Kategorien zur Spitzengruppe.
Im Oktober 2009 konnten sich vier Pilotfachbereiche der Universität beim Wettbewerb Exzellenz in der Lehre gegen 107 weitere Hochschulen durchsetzen und ein Preisgeld von 1 Mio. Euro gewinnen.
Ferner erlangten die Studiengänge Physik, Maschinenbau, Informatik, Wirtschaftsingenieurwesen und Elektrotechnik zahlreiche deutschlandweite Top-10-Platzierungen in den letzten Jahren; so erreichte der Studiengang Wirtschaftsingenieurwesen im Jahr 2018 den siebten Platz, der Studiengang Maschinenbau den sechsten Platz, der Studiengang Elektrotechnik den fünften Platz, der Studiengang Informatik den achten Platz und die Naturwissenschaften den vierzehnten Platz im Uni-Ranking der Wirtschaftswoche. Ferner war die TU Kaiserslautern auf Platz 31 mit dem Studiengang BWL gelistet.

### International
Im Times Higher Education World University Ranking 2017 ist die TU Kaiserslautern unter dem Rang 351–400 aufgeführt. Zudem wird die TU  im Times Higher Education Young University Ranking 2017 und 2018 gelistet. Im ARWU World University Ranking 2015, allgemein als Shanghai-Ranking bekannt, ist sie nicht unter den 500 bestplatzierten Universitäten.
Die TU ist Teil des Verbundes Universität der Großregion So können sich Studenten Leistungsnachweise aus besuchten Veranstaltungen an den Universitäten Lothringen (Metz, Nancy), Luxemburg, Lüttich, des Saarlandes und Trier problemlos anerkennen lassen.
Es gibt zudem etwa 20 gemeinsame Studiengänge, die an zwei oder drei Partneruniversitäten durchgeführt werden. Die Absolventen erhalten (teilweise gemeinsame) Abschlüsse der teilnehmenden Universitäten.
- Möglichkeiten zu Doppelabschlüssen bestehen in folgenden Fächern:
  - Bachelor Bio- und Chemieingenieurwissenschaften auch als Doppelstudium (Frankreich) ab dem 5. Fachsemester möglich
  - Diplom Maschinenbau und Verfahrenstechnik
  - Bachelor Maschinenbau
  - Bachelor Wirtschaftsingenieurwesen / Richtung Maschinenbau
  - Bachelor Wirtschaftsingenieurwesen / Richtung Verfahrens- und Umwelttechnik

Die TU Kaiserslautern bietet im Rahmen des Erasmus-Programms 275 Austauschmöglichkeiten in 160 Hochschulen in 25 Ländern.

## Fachbereiche

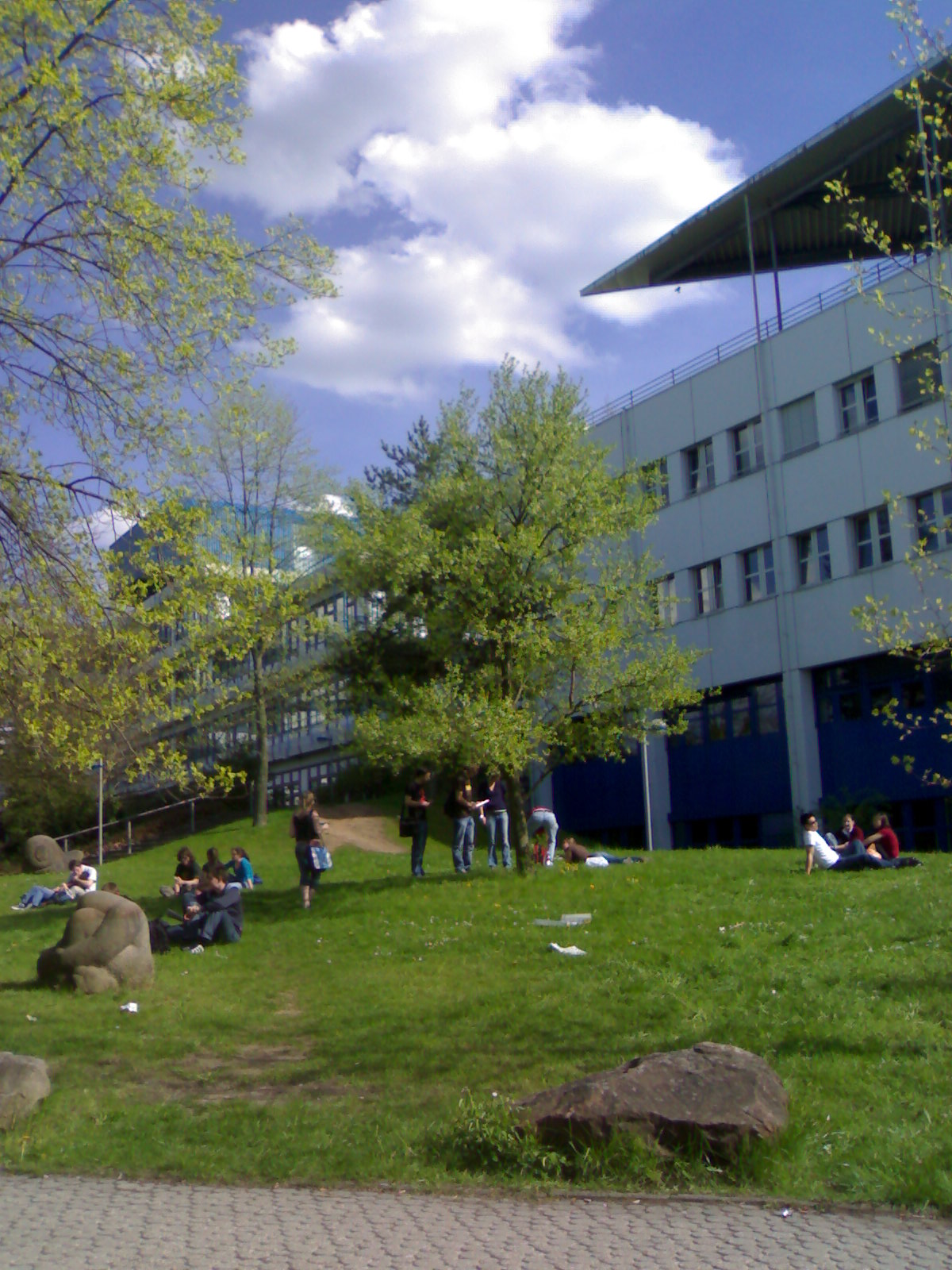
Campus der TUK vor Gebäude 42

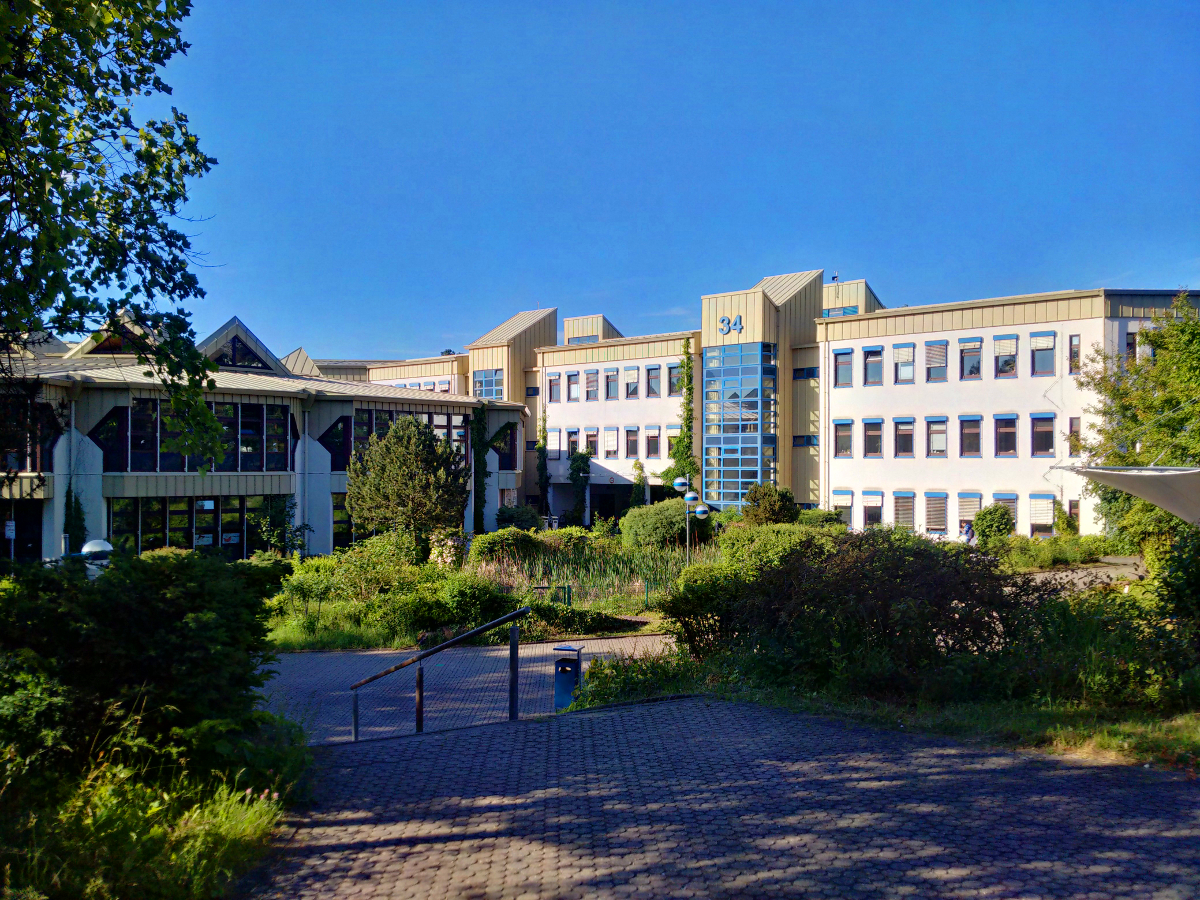
TUK im Grünen, Bau 34

An der Universität werden an 12 Fachbereichen rund 150 Studiengänge angeboten, 19 davon als Fernstudiengänge (Stand: 2013). Eine Besonderheit ist der Früheinstieg in das Mathematik- und Physikstudium, der primär für Schüler bzw. frischgebackene Abiturienten gedacht ist. Den so genannten „Früheinstieg per Fernstudium“ gibt es inzwischen auch für die Fächer Elektrotechnik und Maschinenbau.

## Fernstudienzentrum
Die Universität richtete 1992 das Zentrum für Fernstudien und universitäre Weiterbildung (ZFUW) ein. 2007 wurde das Fernstudienzentrum in Distance and International Studies Center umbenannt, dann 2010 in Distance and Independent Studies Center (DISC). 2022 gab es 23 berufsbegleitende Master- und Zertifikatsstudiengänge und vier Zertifikatskurse in den Bereichen Human Resources, Management & Law sowie Science & Engineering. 2022 waren etwa 4.200 Studierende aus Deutschland, deutschsprachigen Nachbarländern und aus Übersee eingeschrieben. Seit der Gründung haben über 15.000 Absolventinnen und Absolventen ein Fernstudium abgeschlossen.

## Forschung
Als forschungsstarke Universität hatte die TU Kaiserslautern das Ziel, optimale Bedingungen für Spitzenforschung zu schaffen und dadurch die Arbeit ihrer Wissenschaftler strategisch und zielgerecht zu fördern. Nachwuchswissenschaftler sollten demnach zudem eine umfangreiche Förderung für ihre Karriere-Entwicklung durch den TU-Nachwuchsring erhalten.

## Stiftungen
Die Stiftung für die TU Kaiserslautern wurde 2006 als gemeinnützige Bürgerstiftung in Kaiserslautern gegründet um die Technische Universität Kaiserslautern in ihrer weiteren Entwicklung zu unterstützen. Der Sitz der Stiftung ist inzwischen in die Villa Denis in Diemerstein verlegt worden.
Die Prof. Dr. Hans-Georg und Liselotte Hahn Stiftung fördert Wissenschaft und Ausbildung auf dem Gebiet der
Technischen Mechanik im Fachbereich für Maschinenbau und Verfahrenstechnik der Technischen Universität Kaiserslautern.
Die Familie Dr. Jürgen Ziegler-Stiftung wurde ins Leben gerufen, um Studierende, Absolventen und Doktoranden des Fachbereichs Maschinenbau und Verfahrenstechnik der Technischen Universität Kaiserslautern zu fördern und für herausragende Leistungen auszuzeichnen. Mit der Satzungsänderung im Jahre 2008 wurde der Stiftungszweck erweitert.
Die Kreissparkassen-Stiftung hat den Zweck, Innovationen in Wissenschaft und Forschung bei der Technischen Universität Kaiserslautern durch Förderung von Doktoranden, Assistenten, wissenschaftlichen Mitarbeitern der Universität bzw. deren Arbeiten oder Forschungsergebnissen zu fördern. Die Förderung soll in der Regel durch Preisverleihung erfolgen.
Die Otto A. Wipprecht – Stiftung fördert vor allem Auslandsstudiengänge von Absolventen naturwissenschaftlich-technischer Fachbereiche der Technischen Universität Kaiserslautern sowie anderer deutscher Universitäten.
Die Prof. Dr. Drs. h. c. Adolf Steinhofer – Stiftung hat den Zweck das Fach Chemie an der TU Kaiserslautern zu fördern. Das geschieht insbesondere durch Auszeichnung und Förderung des wissenschaftlichen Nachwuchses für hervorragende Studienleistungen und/oder wissenschaftliche Arbeiten.
Die Prof. Gernot Rumpf – Stiftung widmet sich der Förderung und Unterstützung des „Künstlerischen Gestaltungslehrstuhls“ einschließlich „Kunstzentrum“ am Fachbereich Architektur der Technischen Universität Kaiserslautern.
Die Hannelore und Manfred J. Lenhart-Namensstiftung hat es sich zum Ziel gesetzt, begabte und erfolgreiche rheinland-pfälzische Absolventen (Diplomstudium/Masterstudium) und Promovierende der TU zu fördern und in ihrer persönlichen Entwicklung aktiv zu unterstützen.
Die Ursula und Dieter Haaß-Stiftung fördert die Fachbereiche Sozialwissenschaften und Wirtschaftswissenschaften  an der Technischen Universität Kaiserslautern.

## Stipendiensystem
An der TU Kaiserslautern gibt es mehrere mittelbare und unmittelbare Förderprogramme für Stipendien. Dabei besteht das Stipendiensystem der TU Kaiserslautern aus vier Säulen entsprechend den unterschiedlichen Gruppen der Geförderten: deutsche und ausländische Studenten, Promovenden und Wissenschaftler.

## Kunstwerke

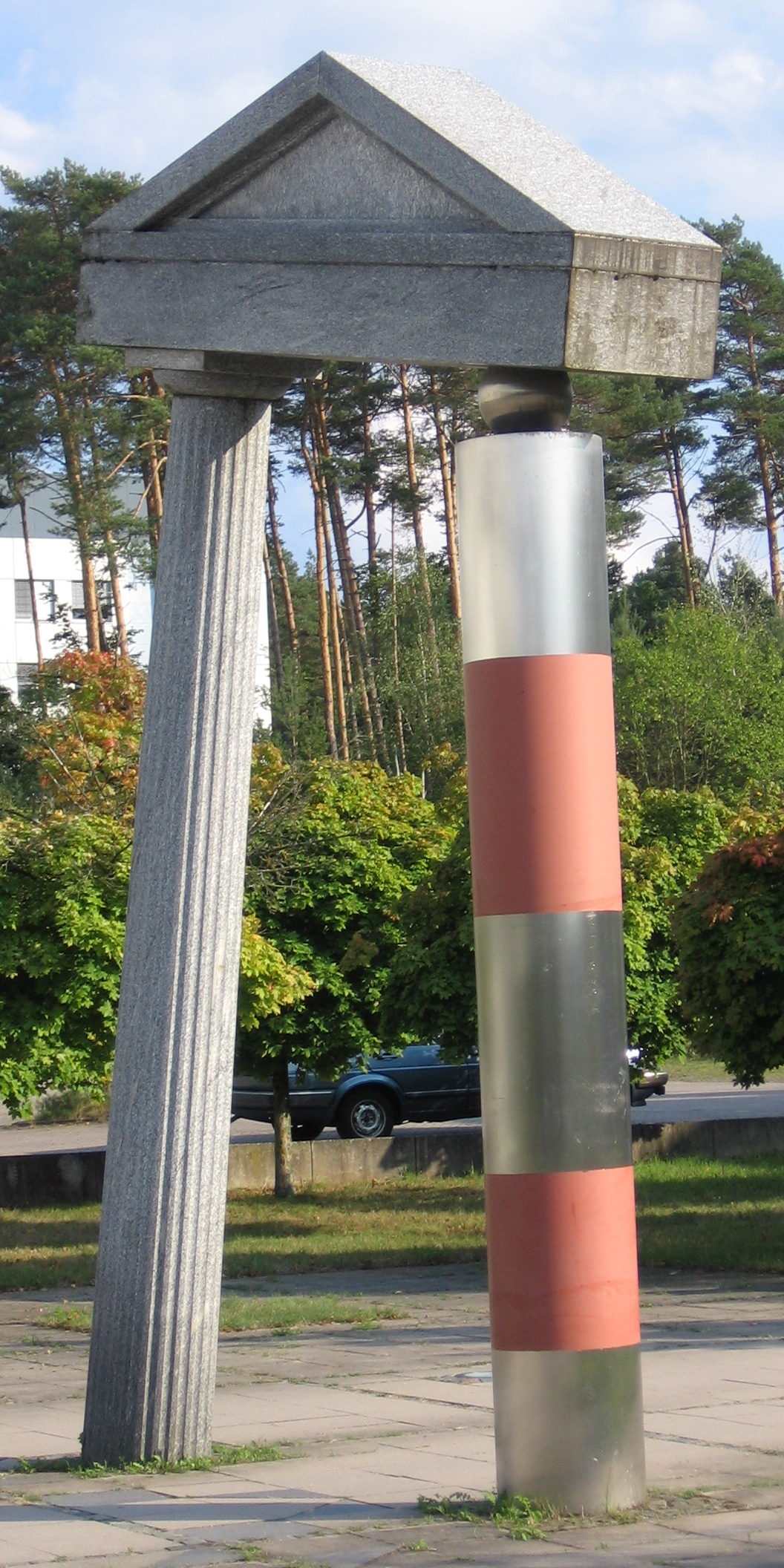
Tor der Wissenschaft

Auf dem Campus sind mehrere Kunstwerke verteilt. Das wohl bekannteste von ihnen ist das Tor der Wissenschaft. Diesem wurde das seit einigen Jahren verwendete neue Logo der TU Kaiserslautern nachempfunden.
Im Buchhandel gibt es einen gedruckten Skulpturenführer, ISBN 978-3-941438-77-4. Die Online-Ausgabe „Skulpturen an der TU Kaiserslautern“ kann man im Internet herunterladen.
Die 1988 gegründete Galerie in der TU zeigt jährlich drei bis vier Kunstausstellungen renommierter Künstler. Damit ist die TU Kaiserslautern bundesweit eine der wenigen Universitäten, die regelmäßig zeitgenössische Kunst in einer Non-Profit-Galerie präsentiert.

## Logo

Das Logo der Universität Kaiserslautern bis 1997
Das Logo der TU Kaiserslautern 2003 bis 2015
Das Logo der TU Kaiserslautern 2015 bis 2022

## Sonstiges

### LinuxTag
Die Universität war in den Anfangszeiten Gastgeber und Organisator des LinuxTages. Von 1996 bis 1999 wurde er zunächst im Foyer42/Audimax abgehalten, danach in die Mensa verlegt und wegen der immer größer werdenden internationalen Beliebtheit ab 2000 nach Stuttgart in die Messe verlegt.

### Knoppix
Klaus Knopper, Entwickler der nach ihm benannten freien GNU/Linux-Distribution „Knoppix“, hatte ein Büro im Keller des Rechenzentrums.

### Konferenz der Informatikfachschaften
Die 26,0. Konferenz der Informatikfachschaften tagte 1998 an der Universität Kaiserslautern. Im Rahmen dieser Konferenz wurden die bis heute gültigen Handzeichen erstmalig eingeführt.